# Косево (Островський повіт)
Косево (пол. Kosewo) — село в Польщі, у гміні Старий Люботинь Островського повіту Мазовецького воєводства.
Населення — 268 осіб (2011).
У 1975-1998 роках село належало до Остроленцького воєводства.

## Демографія
Демографічна структура станом на 31 березня 2011 року:
|          | Загалом | Допрацездатний вік | Працездатний вік | Постпрацездатний вік |
| -------- | ------- | ------------------ | ---------------- | -------------------- |
| Чоловіки | 135     | 33                 | 83               | 19                   |
| Жінки    | 133     | 27                 | 73               | 33                   |
| Разом    | 268     | 60                 | 156              | 52                   |